# 西秦戲
西秦戲，又名亂彈戲，源於梆子腔，名列中國國務院第一批國家級非物質文化遺產，流行於廣東海陸豐、潮汕地區和福建南部等地。
早年盛行在中國廣東海陸豐（汕尾）、潮汕地區（揭陽、汕頭、潮州）和福建閩南（漳州、泉州、廈門），並曾到香港和東南亞巡演，現在全世界只有「海豐縣西秦戲劇團」1個團。
臺灣北管音樂體系中亂彈戲的古路戲與西秦戲關係密切，從其信奉西秦王爺為戲神可知。

## 歷史沿革
明、清時代有西秦腔在流傳，清乾隆時吳長元著《燕蘭小譜》有「琴腔」即「甘肅調」、名「西秦腔」的記載。
嘉慶二十一年（1816年）在汕尾市陸豐縣碣石鎮北關帝廟戲台有「丙子順泰源」戲班在該處演出的劇目及演員名字的墨跡。順泰源班是海豐西秦戲三大老牌名班之一，所錄演出劇目有《打金枝》、《錦香亭》、《貴妃醉酒》等。
咸豐十年（1860年）重修潮州田都元帥廟時，眾戲班勒石決議「西秦班每年每班銀二元」敬神，是時潮州等地的百姓把西秦戲視為大戲。
清朝末年，西秦戲的演出活動大多在惠東縣以東的福佬話通行地區進行，為了與其他劇種進行競爭，發展了大批純科白或以科白為主的提綱戲，如《秦瓊倒銅旗》等均以大嗩吶和大鼓、大鑼、大鈸伴奏，氣派雄壯，適合城鄉廣場演出，又迎合觀眾崇尚熱鬧的要求，故此大受歡迎。這時的西秦戲演出劇目分文戲、武戲兩類。
文戲的主要劇目有「四大弓馬戲」、「三十六本頭」，武戲如「七十二提綱」等多取材演義小説，武打屬南派武功。腳色、場面合稱「五行十柱」，即打面行的紅面、烏面、醜，打頭行的正旦、花旦、藍衫、婆腳，網辮行的老生、文生、公末，旗軍行的烏軍、紅軍，音樂行的文畔、武畔。
辛亥革命前後，一些戲班曾到廣州與英屬香港謀生，順泰源班、雙福和班、賽豐年班、慶台春班等還遠涉重洋赴東南亞演出。提綱戲的盛行雖然也造就了一批多才多藝的演員，但粗製濫造的編演也導致不少傳統文戲和表演、唱功藝術的失傳。
民國十四年（1925年），海豐縣與陸豐縣爆發了轟轟烈烈的農民運動，兩縣藝人聯合成立梨園工會，藝人翻身做主，踴躍投入革命風暴，後來革命失敗，西秦戲藝人遭到嚴重的迫害摧殘，戲班逐漸衰敗。
民國三十年（1941年）和民國三十四年（1945年）日軍的兩度佔領海豐縣和陸豐縣，加上民國三十二年（1943年）發生的大饑荒，更使西秦戲幾乎陷入絕境。
第二次國共內戰時期災禍連綿，西秦戲的職業戲班由最多時的三十多個（還有五十多個民間清唱曲班），銳減為僅剩新順泰源、慶壽年和慶豐年三班，而且都瀕臨散班。
中華人民共和國成立後，倖存在世的老藝人張漢標、羅宗滿、曾月初以及名演員羅漢標、孫俊德、唐託等，在人民政府文化部門的支持下匯聚慶壽年班，曾於1950年和1951年到英屬香港與廣州演出。1956年老藝人記錄整理了《仁貴回窯》、 《重台別》、《劉錫訓子》、《宋江殺惜》、《審馮旭》、《斬鄭恩》、《徐棠打李風》等七十多個傳統劇目，吸收了一批女學員隨班學藝，對唱腔、身段等進行了改革和提高，同時將劇團改名為海豐縣西秦戲劇團。
1961年，該團派出演員和音樂人員赴陝西省戲曲劇院學習交流，這些人員回來後推動了西秦戲的藝術革新，也為後來編演《貨郎計》、《鐵孫子》、《赤鄉烈火》等新戲打下基礎。正當西秦戲大步向前的時候，劇團在「文化大革命」中被解散。1978年重建海豐縣西秦戲劇團，西秦戲再獲新生。

## 劇目
西秦戲傳統劇目有一千多個，其中較有影響的包括《龔克己》《三官堂》《寶珠串》《販馬記》等「四大弓馬戲」，《打李鳳》《棋盤會》等「三十六本頭戲」，《斬鄭恩》等「七十二提綱戲」等，《回窯》《葛嫩娘》《秦香蓮》《趙氏孤兒》《遊西湖》等劇目也深受觀眾歡迎。
四大傳
- 《封神榜》

四大別
- 《審秦恩》

八小傳
- 《背解紅羅》
- 《雙合明珠寶劍》

四大弓馬：體制類似元雜劇，每本四齣，俗稱「四齣連」
- 《龔克己》（又名《公孫克己》、《上京蓮》）：結拜、上京、放走、賣馬
- 《秦香蓮》（又名《陳世美休妻》、《三官堂》）：長亭別、休妻、三官堂、審妻
- 《販馬記》（又名《哭監寫狀》）：販馬、哭監、寫狀、告狀
- 《寶珠串》（又名《三義節》）
- 《沉香打洞》：上京、得子、訓子、打洞

三十六本頭：每本分上、下集
- 《打李鳯》
- 《棋盤會》
- 《鬧金鑾》
- 《王大富》
- 《李云祥》
- 《女搜宮》
- 《搜花園》
- 《把宮門》
- 《羅志云》
- 《萬重山》
- 《賣豬仔》
- 《白兔精》
- 《斬梅景》
- 《賣豆花》
- 《王阿七》
- 《柳世春》
- 《鬧古店》
- 《洪炮》
- 《看古文》
- 《毛四海》
- 《抬番鬼》
- 《賣虎皮》
- 《彩樓記》
- 《斬洪建》
- 《奸雄結》
- 《剪余騫》
- 《斬秦梅》
- 《甘鳳祥》
- 《石平貴》
- 《都世春》
- 《司馬海》
- 《風流誤》

七十二小齣（又稱「七十二提綱」）：指72齣以唱、做見稱的折子，實際不只此數
- 《斬鄭恩》
- 《回窯》
- 《芭蕉記》
- 《送妹》
- 《過昭關》
- 《潘必正》
- 《女中魁》
- 《宋江殺惜》
- 《逼上梁山》
- 《貴妃醉酒》
- 《五台會兄》
- 《柴房會》

### 其他劇目
- 《回窰》
- 《葛嫩娘》
- 《越氏孤兒》
- 《遊西湖》
- 《寶珠串》

## 表演特徵

### 音樂曲調
西秦戲的唱曲和唸白沿用中州音韻，男女異聲同調，男唱真嗓，女唱假嗓。西秦戲的音樂唱腔為齊言對偶句的板式變化體，主要聲腔有正線曲、西皮、二黃，此外還有少量的小調和崑腔。正線曲是西秦戲的主要聲腔，曲調厚朴委婉，韻味獨特，可分為二方（二番）、平板、梆子三種。正線曲的劇目佔西秦戲的三分之二，因此一直被視為西秦戲的本腔。
劇目多唱唸並重。西皮曲調粗獷激昂，適宜表達火爆熾烈、激動緊張等情緒，是西秦戲「三十六本頭」的主要唱腔。二黃曲調雄渾婉轉，旋律起伏較大，節奏變化較多。二黃的反線，稱為「陰調曲」，常用於表達悲涼、哀怨的情緒。其旋律風格獨特，是女性角色常用的唱腔。

### 樂隊樂器
西秦戲樂隊由8人組成，合稱「八張交椅」，即板、鼓、鑼、鈸、頭吹、二吹、頭弦（兼提琴胡）、月弦（即月琴，兼三絃）；分為「文場」和「武場」兩種。「文場」使用頭弦、二絃、三絃、月琴、嗩吶、號頭等樂器，其絃樂器又有「十一條線」之稱，即頭弦兩條線，提琴胡兩條線，三絃三條線，月弦四條線。
「武場」主要使用鑼鼓等擊打樂器。西秦戲的伴奏音樂分為器樂曲牌和鑼鼓。器樂曲牌分大鑼鼓牌子和伴奏曲兩部分，其中，鑼鼓分正線曲鑼鼓、丁鑼鼓和蘇鑼鼓三類。

## 傳承保護
西秦戲中留存着古老劇種西秦腔的藝術因子，是清代地方戲曲聲腔傳播流變的活證物，具有很高的研究價值。海豐縣西秦戲登記在冊的劇團僅一個，演藝人員五十多人，傳統劇目和富有傳統特色的打頭、打擊樂、曲牌、道具等已瀕臨消亡，演藝人才青黃不接的狀況極為嚴重，搶救、保護工作迫在眉睫.2006年，西秦戲劇團被列為國家級非物質文化遺產項目保護單位，該劇團大力挖掘傳統劇目及表演藝術，對西秦戲的保護起到了促進作用。
2019年11月，《國家級非物質文化遺產代表性項目保護單位名單》公佈，海豐縣西秦戲藝術傳承中心獲得西秦戲項目保護單位資格。

### 傳承人物
- 呂維平，1966年生，廣東汕尾人。第二批國家級非物質文化遺產項目西秦戲代表性傳承人，廣東省汕尾市海豐西秦戲劇團團長。呂維平的表演儒雅莊重，氣派大方，善以聲情塑造人物性格。代表作品有《劉錫訓子》《斬鄭恩》《薛仁貴回窯》《趙氏孤兒》等。

- 嚴木田，男，1938年1月出生，第三批國家級非物質文化遺產項目代表性傳承人。